# Guerra civil bizantina de 1352–1357
A Guerra Civil Bizantina de 1352–1357 é a continuação e a conclusão do conflito anterior que durou de 1341 a 1347 em que combateram as forças de João V Paleólogo contra os Cantacuzenos, João VI e seu primogênito Mateus. João V venceu e emergiu como o único imperador do Império Bizantino, uma vitória pírrica, pois se completou a derrocada do estado bizantino.

## História
Ao final do conflito da década anterior, João VI Cantacuzeno tinha se estabelecido como imperador sênior e tutor sobre o jovem João V Paleólogo. Esta situação, porém, não poderia durar, pois os aliados dos paleólogos ainda não confiavam nele, enquanto que seus próprios aliados preferiam ter derrubado de vez os adversários. O filho mais velho de Cantacuzeno, Mateus, também ressentia ter sido passado pra trás em favor de João V e teve que ser aplacado com a criação de um apanágio semi-autônomo que cobria a maior parte da Trácia e que fazia as vezes de uma marca contra o recém-fundado Império da Sérvia de Estêvão Uresis IV (r. 1346–1355)
A relação entre Mateus, virtual governante da Trácia, e João V, que morava na Trácia ocidental, se deteriorava a cada dia e está na origem do novo conflito. A guerra aberta irrompeu em 1352 quando João V, apoiado por tropas venezianas e turcas, lançou um ataque contra Mateus. João Cantacuzeno veio socorrer o filho com 10 000 tropas otomanas que retomaram as cidades da Trácia, saqueando-as abertamente no processo. Em outubro de 1352, em Demótica, as forças otomanas se encontraram e derrotaram os 4 000 sérvios enviados por Estêvão para apoiar João V. Esta foi a primeira vitória dos otomanos na Europa e um poderoso presságio. Dois anos depois, a captura de Galípoli marcou o início da conquista otomana dos Bálcãs que culminaria, um século depois, com a queda de Constantinopla.
Neste meio tempo, João V fugiu para a ilha de Tênedos, de onde ele tentou, sem sucesso, tomar Constantinopla em março de 1353. João VI Cantacuzeno respondeu coroando Mateus como coimperador, mas João V, alistando agora o apoio dos genoveses e contando com a decrescente popularidade de Cantacuzeno, conseguiu entrar na capital em novembro de 1354. João VI abdicou e se retirou para um mosteiro. Mateus ainda resistiu na Trácia até que, em 1357, ele também teve que abdicar deixando João V Paleólogo como o único imperador de um estado em frangalhos.